# Département Kouh Est
Das Département Kouh Est (Ost-Kouh) ist ein Département im Südwesten des Tschad. Es liegt im östlichen Teil der Provinz Logone Oriental, die Hauptstadt ist Bodo. Beim Zensus im Jahr 2009 wurden 100.401 Einwohner gezählt.

## Verwaltungsuntergliederung
Das Département ist in drei Unterpräfekturen unterteilt:
- Bodo
- Bédjo
- Beti